# Monica Poole
Monica Poole, née le 20 mai 1921 à Canterbury dans le Kent et morte le 3 août 2003 à Tonbridge dans le même comté, est une graveuse sur bois britannique.

## Biographie
Monica Poole est la fille de Charles Reginald Poole et de Gladys Aline Haskell. Elle naît le 20 mai 1921 dans le Kent, où elle meurt le 3 août 2003. Elle vit dans le Kent pendant la majeure partie de sa vie et, selon Anne Stevens, « elle a trouvé ses sujets et ses formes dans les vallonnements de la craie, la luxuriante campagne du Wealden et le littoral ».
Elle contracte la poliomyélite à l'âge de six mois, la laissant paraplégique jusqu'à l'âge de cinq ans. La mort de sa sœur aînée à l'âge de sept ans et la tuberculose de sa mère laissent d'autres cicatrices émotionnelles. Un séjour prolongé en Suisse entre 1929 et 1931 contribue à la guérison de sa mère et laisse Monica fascinée par ce pays montagneux.
Elle fréquente Abbotsford School, puis Broadstairs, et rejoint la Thanet School of Art à Margate en 1938, où elle est initiée à la gravure sur bois par Geoffrey Wales.
Pendant la Seconde Guerre mondiale, elle travaille dans une usine d'avions à Bedford. Elle passe les années d'après-guerre, de 1945 à 1949, à la Central School of Arts and Crafts de Londres. Elle y rencontre Noel Rooke (en), un graveur sur bois réputé. Mais c'est le cours d'illustration de John Farleigh qui révèle et nourrit son talent pour la gravure sur bois. En 1940, elle avait vu et été inspirée par les illustrations de Farleigh pour The Man Who Died (1935) de D. H. Lawrence, ce qui lui donna l'idée d'étudier avec lui. Plus tard, en 1985, elle produit une étude intitulée The Wood Engravings of John Farleigh.
En 1952, elle épouse le veuf Alastair George Murison Small (1896-1969), membre de la famille Smalls de Dirnanean. Murison Small est un ancien officier de marine qui a conçu des armes sous-marines. À la mort de ce dernier, le 14 septembre 1969, Monica Poole se retire à Tonbridge et s'isole tranquillement.
De 1977 à 1993, elle produit quelque 36 gravures sur bois, qui sont achetées par des collectionneurs avisés. Elle a des expositions personnelles chez le marchand londonien Duncan Campbell en 1989 et 1993. Elle expose régulièrement avec la Royal Society of Painter-Etchers and Engravers, devenant associée en 1967 et membre en 1975. Elle est également membre de la Society of Wood Engravers et de la Art Workers' Guild .
Ses œuvres sont exposées au Ashmolean Museum d'Oxford, au Fitzwilliam Museum de Cambridge, au Victoria and Albert Museum, au British Museum de Londres, à la Scottish National Gallery of Modern Art d' Édimbourg, à la Bibliothèque publique de Boston et dans de nombreuses autres collections. Son ami proche et collègue graveur sur bois, George Mackley, publie un livre sur ses estampes en 1994.